# أوراكل الإنترنت
أوراكل الإنترنت (المعروف تاريخيًا باسم أوراكل يوزنت) هو جهد في الدعابة الجماعية في صيغة سقراطية زائفة للأسئلة والأجوبة.

## نبذة
يرسل المستخدم سؤالاً («أخبرني») إلى أوراكل عبر البريد الإلكتروني، أو موقع أوراكل الإنترنت الإلكتروني، ويتم إرساله إلى مستخدم آخر («تجسد» آخر لأوراكل) الذي قد يجيب عليه، وفي الوقت نفسه، يتم إرسال سؤال إلى السائل الأصلي للإجابة عليه، وتتم جميع عمليات التبادل من خلال نظام توزيع مركزي يجعل جميع المستخدمين مجهولين، ويتم إرجاع الأسئلة التي لم يتم الرد عليها إلى قائمة الانتظار بعد يوم أو يومين، ويمكن للمستخدمين أيضًا طلب («إسألني») أسئلة بدون إجابة، وبدون أن يطرحوا أسئلة خاصة بهم. ويسمى زوج الأسئلة والأجوبة المكتمل بـ "Oracularity".

## الأسلوب
التبادل التمثيلي (والمشاهير) هو:
لقد فكرت أوراكل يوزنت في سؤالك بعمق.
سؤالك كان:
> لماذا البقرة؟
وردا على ذلك، تحدث أوراكل:
} مو.' (تعني«لا» أو «لا شيء»)'
وتحتوي العديد من الـ "Oracularities" -وهي جمع من ("Plural form of "oracularity)- على مراجع لـZen وَالتلاعب بشكل بارع بالألفاظ، و"Geek" الفكاهية هي شائعة أيضًا، على الرغم من أنها أقل شيوعًا مما كانت عليه في السنوات الأولى من وجود أوراكل، عندما كان عدد أقل من مستخدمي الحاسوب المنزلي غير الرسميين أو العاديين يتمتعون بإمكانية الوصول إلى الإنترنت، وتكون معظم الـ "Oracularities" أطول بكثير من المثال أعلاه، وتتخذ أحيانًا شكل روايات متسللة، أو قصائد، أو قوائم العشرة الأوائل، أو انتحال لـألعاب الخيال التفاعلية، أو أي شيء آخر يمكن وضعه في نص عادي.
وكما تطورت أسطورة أوراكل المعقدة أيضًا حول شخصية إله كلي العلم، ومجسم، وغريب الأطوار، ومجموعة من الكهنة الحاضرين المتذللين، وتشمل العناصر الأساسية الأخرى في المحادثة مع أوراكل ما يلي::
- (*ZOT*) (تدار مع موظفي زوت، انظر لـ LART) ويتم ربحها عندما تغضب أوراكل، و (*ZOT*s) هي شيء مثل الصواعق وعادة ما تكون قاتلة، وسيدير المشاركون عديمو الضمير أحيانًا غير المستحقين (ZOT*s*)، (و قد تكون الكلمة *ZOT* إشارة إلى سلسلة رسوم هزلية.B.C ، أو قد تكون إشارة إلى رواية والتر كاريج لعام 1947 بعنوان Zotz! ، حيث يمكن لأي شخص أن يشير إلى أي شخص أو أي شيء، ويقول "Zotz!"؛ وتجعل هذا الشيء أو الشخص يتفكك على الفور).
- وتعتبر أسئلة Woodchuck طريقة أكيدة لكسب *ZOT*، وغالبًا ما تفرض أوراكل الرقابة على كلمة "woodchuck" كـ "w..dch.ck"، أو ببساطة تشير إليها بشكل غير مباشر («rodent of unusual size»)، وهذه إشارة إلى «سؤال Woodchuck»: «كم من الخشب سوف تشاك woodchuck إذا كان woodchuck يمكن تشاك الخشب؟»، والذي تم طرحه بشكل مبالغ فيه في الأيام الأولى لـ أوراكل يوزنت، إلى درجة كونها مبتذلة.
- وتقليديًا، تفتح الأسئلة الموجهة إلى أوراكل مع مضيف مناسب مثل «العالية والعظيمة أوراكل، من فضلك أجب على سؤالي المتواضع»، وعلى الرغم من أن التذلّل غالبًا ما يكون مبدتع جدًا ويمكن أن يكون طويل جدًا، أو حتى جزءًا من السؤال.
- عادةً ما تحتوي الإجابات من أوراكل على طلب للدفع مثل «أنت مدين لشركة أوراكل بدجاجة مطاطية وسيارة كاديلاك»، فغالبًا ما يُطلق على هذا الجزء، الذي يُطلق عليه غالبًا بـ«سطر YOTO» (لـ «نت مدين لأوراكل») أو جِزية، وغالبًا ما يشير إلى الأشياء المرتبطة، بطريقة غريبة أو مضحكة، بالإجابة التي هي جزء منها.

وتراكمت أسطورة متنوعة من الشخصيات المتكررة - أو في النكات - على مر السنين، ومن بين هؤلاء الشخصيات: كبير الكهنة زادوك الذي لا قيمة له (وفي بعض الأحيان مع مساعد اسمه كينداي)، وصديقة أوراكل ليزا ذا نت، والجنس. وإلهة، ومجموعة متنوعة من الآلهة، وشخصية رجل الكهف Og.

## الإدارة، والملخصات، والكهنوت (جماعة الكهنة)
يتم تجميع الـ "Oracularities" في ملخصات دورية من قبل فريق من «الكهنة» المتطوعين، الذين يقرؤون كل "Oracularity"، ويختارون ما يعتبرونه الأفضل. ويتم نشرها على موقع يوزنت الإخباري rec.humor.oracle، وموقع أوراكل الإلكتروني، وكما يتم توزيعها عبر قائمة البريد الإلكتروني.
والآن المنتدى يتمحور أساسَا حول طرح أسئلة سخيفة للحصول على إجابات سخيفة، وبالتالي، فإن الأسئلة المطروحة للقصد التشهيري، والأسئلة ذات الطبيعة الجنسية، والأسئلة الخطيرة، ليست ملائمة لهذا المنتدى (على الرغم من أنه يمكن إجراء استثناء عندما يتم إعطاء سؤال جاد، إجابة سخيفة أو مضحكة بشكل خاص)، فقد يتعامل التجسيد الماهر بشكل خاص أحيانًا مع مثل هذه الأسئلة تماشيًا مع المنتدى - بشكل سخيف، وربما يخفي الحقيقة، أو ربما يؤطر الحقيقة من وجهة نظر سخيفة، أو ربما يلجأ إلى لا شيء، سوى المطالبة بتكريم سخيف.

## مجموعة يوزنت للمناقشة
هناك مجموعة يوزنت، news: rec.humor.oracle.d والتي بها مجموعة متنوعة من المشاركين في أوراكل الإنترنت، فالمجموعة مليئة بـ TOIJs (النكات القديمة المملة)، والمراجع الغامضة وحس الفكاهة الجافة.

## الأصول
يعود الفضل إلى بيتر لانجستون في الفكرة الأولية لبرنامج أوراكل، في عام 1976، قد كتب واحدًا الذي تم تشغيله على Unix لنظام مشاركة الوقت في مركز هارفارد للعلوم. ثم قام بتوزيع البرنامج عبر شريط ألعاب PSL على منشآت Unix حول العالم حتى عام 1988.
وفي عام 1989، أخبر صديق في الكلية لارس هاتار عن أوراكل لانغستون، ولم يكن يعرف من أين يحصل على نسخة، فقد كتب نسخته الخاصة من البرنامج، والتي كانت تعمل فقط عندما يقوم المستخدمون بتسجيل الدخول إلى نفس الحاسوب. وقام هوتار بنشر الشيفرة المصدرية لمجموعة يوزنت alt.sources في أغسطس.
وقام ستيف كينزلر، والذي كان طالب دراسات عليا ومدير النظام في جامعة إنديانا، بتنزيل كود هوتار في نفس العام، وقام بنشره باعتباره يوزنت أوراكل على خادم جامعي وأصبح شائعًا، وقام راي مودي، طالب دراسات عليا في جامعة بوردو، بتحسين البرنامج للسماح بالوصول عبر البريد الإلكتروني، فسمح هذا لأي شخص على الإنترنت باستخدام أوراكل، وقام كينزلر بتثبيت هذا الإصدار على جهاز حاسوب آخر تابع لجامعة إنديانا، حيث كان موجودًا حتى عام 2014، وتم تغيير اسمها إلى أوراكل الأنترنت في مارس 1996.
وقام كينزلر منذ ذلك الحين بإجراء تحسينات إضافية، كان أبرزها «الكهنة» الذين اختاروا الـ «أوراكلارتيز Oracularities» للملخصات المنشورة بشكل غير منتظم، ويوفر خادمًا لاستضافة برنامج أوراكل وموقعه الإلكتروني الخاص به ومحفوظاته أو سجلاته.

## المشتقات
لقد انبثق من أوراكل الإنترنت سلالة فرعية من مواقع ويب الأسئلة والأجوبة المتمثلة في Conversatron والمنتدى 2000 الذي لم يعد له وجود الآن، والمنتدى 3000 وTrueMeaningOfLife.com، ومن بين العديد من المواقع الأخرى. وتتسم هذه الخصائص بالخصائص التالية:
- لا يتم توفير الإجابات من قبل المستخدمين، ولكن بواسطة فرد أو مجموعة من الأفراد.
- تبقى مجموعة المستجيبين إلى حد كبير وراء الكواليس، وينسبون الردود إلى شخصيات أو مراجع ثقافية مختلفة.
- كثيرا ما يتم إعطاء إجابات متعددة لكل سؤال.
- كل إجابة مصحوبة بصورة أو أيقونة للشخصية التي تُنسب الإجابة إليها.

## روابط خارجية
- الإنترنت أوراكل